# WIN.COM
WIN.COM — исполняемый файл, загружающий Windows серий 3.x и ранее, и позднее в 9x. В Windows 3.x и более ранних, этот файл должен запускаться либо вручную из командной строки DOS, либо его можно запускать командой в AUTOEXEC.BAT. В Windows 9x этот файл запускается автоматически ядром IO.SYS после обработки файла AUTOEXEC.BAT.
Повреждение файла WIN.COM приводило Windows в неработоспособное состояние и ранние вирусы были «нацелены» на уничтожение или повреждение этого файла.
В Windows 2000/XP/Vista данный файл больше не играет роль файла запуска системы, а оставлен для обратной совместимости со старыми приложениями.

## Использование
У WIN.COM есть несколько параметров, дающих возможность восстанавливать и диагностировать систему.